# Nationalkomitee für Geodäsie und Geophysik der DDR
Das Nationalkomitee für Geodäsie und Geophysik der DDR wurde um 1960 gegründet und war die offizielle Vertretung der DDR in der  Internationalen Union für Geodäsie und Geophysik. Nach der deutschen Wiedervereinigung gingen ihre Agenden in das nunmehr gesamtdeutsche Nationalkomitee für Geodäsie und Geophysik über.
Das Nationalkomitee wurde an der Potsdamer Akademie der Wissenschaften eingerichtet. Seine Aufgaben waren
- die Förderung geophysikalischen Wissens in Forschung, Lehre und technischer Anwendung
- die Förderung des wissenschaftlichen Nachwuchs und interdisziplinärer Kooperationen
- die Herausgabe fachwissenschaftlicher Publikationen, gewisse Öffentlichkeitsarbeit
- die Vertretung der ostdeutschen Geowissenschaften in DDR- und internationalen Gremien.

Wie in den meisten Ostblock-Staaten üblich, unterlag es aber auch politischen Einflüssen.